# Тадазуні
Тадазуні (італ. Tadasuni, сард. Tadasune) — муніципалітет в Італії, у регіоні Сардинія,  провінція Ористано.
Тадазуні розташоване на відстані близько 370 км на південний захід від Рима, 105 км на північ від Кальярі, 36 км на північний схід від Ористано.
Населення — 162 особи (2014).
Щорічний фестиваль відбувається 6 грудня. Покровитель — святий Миколай.

## Демографія
Населення за роками:

Станом на 1 січня 2023 року в муніципалітеті офіційно проживало 5 іноземців з 3 країн, серед них 5 громадян країн Євросоюзу.

## Сусідні муніципалітети
- Ардаулі
- Боронедду
- Гіларца
- Сорраділе